# Hádej, kdo přijde na večeři (Simpsonovi)
Hádej, kdo přijde na večeři (v anglickém originále The Ziff Who Came to Dinner) je 14. díl 15. řady (celkem 327.) amerického animovaného seriálu Simpsonovi. Scénář napsali Deb Lacustová a Dan Castellaneta a díl režíroval Nancy Kruseová. V USA měl premiéru dne 14. března 2004 na stanici Fox Broadcasting Company a v Česku byl poprvé vysílán 9. prosince 2006 na stanici ČT2.

## Děj
Homer vezme Barta a Lízu do kina na film The Wild Dingleberries a musí s sebou vzít děti Neda Flanderse, protože Ned se přihlásil, že vezme seniory na zmrzlinu a oslaví Jasperovy narozeniny. V kině Googolplex jsou však všechny snímky vhodné pro děti vyprodané a Rod a Todd nedovolí Homerovi zhlédnout oplzlou komedii s názvem Teenagerská sexuální sázka, protože je to jeden z mnoha filmů, které odsuzuje křesťanská publikace s názvem „Co by na to řekl Ježíš?“. Poté, co Lenny vyslechne zmínku o tom, že měl malou roli zahradníka v hororu Znovuzrození, vezme Homer děti na film. Film je velmi děsivý, což způsobí, že doma vyděsí Barta a Lízu, kteří si myslí, že slyší zvuky z půdy. Když se však podívají na půdu, jejich strach je vyděsí. Jakmile Bart a Líza požádají Homera a Marge, aby se podívali na půdu, zjistí, že tam bydlí Artie Ziff. 
Artie jim vysvětlí, že na půdě bydlel proto, že jeho internetový podnik Ziffcorp zkrachoval a on přišel o všechny peníze poté, co je utratil za mnoho extravagantních věcí, které mu pak byly zabaveny. Rozhodl se žít se Simpsonovými, tvrdě, že Marge je mu nejbližší opravdovou láskou – i když Marge rychle poukázala na to, že s Artiem měli jen jedno rande, na kterém ji málem znásilnil na jejich maturitním plese. Artie slíbí, že Marge nebude balit, pokud u nich zůstane, což Marge namítá, ale Homer, Bart a Líza ne. Během pobytu u rodiny se Artie sblíží s Lízou tím, že jí čte Rozhřešení. Poté se pokusí koupit zmrzlinu pro Barta a Milhouse, ale neúspěšně se pokusí oběsit. Homer Artieho sundá a odvede ho k Vočkovi. 
Marge ve zprávách vidí, že Komise pro cenné papíry hledá Artieho, jenž hraje s Homerem a jeho přáteli poker. Homer ve hře vyhraje 98 % akcií společnosti Ziffcorp. Komise pro cenné papíry vtrhne dovnitř, aby Artieho zatkla, ale Homer řekne, že vlastní 230 milionů akcií Ziffcorpu, takže je majoritním akcionářem. Aby se Artie zachránil, nechá Homera vzít vinu na sebe. Homer je vzat do vazby, postaven před soud a nakonec odsouzen k 10 letům vězení. Marge, která z toho obviňuje Artieho a je rozzlobená jeho sebestředností, vyhodí Artieho z domu a řekne mu, že už ho nikdy nechce vidět. 
Při návštěvě Vočkovy hospody se Artie setká s Patty a Selmou a Selma vezme Artieho k sobě do bytu poté, co se zmíní o tom, že poslal Homera do vězení. Když spolu stráví noc, Artie vymyslí plán, že odevzdá firemní účetnictví, aby přiznal, že je skutečný podvodník. Homer je tak z vězení propuštěn. Rodina se naposledy podívá na svého „strýčka Artieho“, který k jejich zlosti používá stříkací láhev, aby vězňům uhasil cigarety.

## Kritika
V recenzi ze září 2008 udělil Robert Canning z IGN epizodě známku 5,8 z 10 a napsal: „Bohužel díl Hádej, kdo přijde na večeři nedosahuje kvality předchozí epizody jak příběhem, tak humorem.“.